# Roberto Tobar
Roberto Andrés Tobar Vargas (13 de abril de 1978) é um árbitro chileno de futebol. Desde 2013 faz parte do quadro internacional da FIFA.
Engenheiro na área da informática, Tobar já atuou na Copa Sul-Americana, no Campeonato Sul-Americano de Sub-17, na Copa do Mundo Sub-17 da FIFA, na Copa Libertadores e na Recopa Sul-Americana.

## Suspensão
Em 2012, a Federação de Futebol do Chile suspendeu a Tobar por oito meses como parte do escândalo de corrupção do "Clube de Poker". 

## Retorno
Após a suspensão retomou sua carreira na arbitragem tornando-se o melhor árbitro do Chile em 2013 e 2014.
Em 2018 foi selecionado para arbitrar a segunda partida da final da Copa Sul-Americana entre Junior e Athletico Paranaense. e a primeira partida da final da Copa Libertadores da América entre River Plate e Boca Juniors.
Em 2019 arbitrou a final da Copa América de 2019 entre Brasil e Peru e a final em jogo único da Copa Libertadores da América entre Flamengo e River Plate.